# 東箕輪村
東箕輪村（ひがしみのわむら）は長野県上伊那郡にあった村。現在の箕輪町大字東箕輪にあたる。

## 地理
- 山：小式部城山、三つ峰
- 河川：天竜川、沢川

## 歴史
- 1875年（明治8年）1月23日 - 筑摩県伊那郡北小河内村・三日町村・長岡村・南小河内村・福与村が合併して東箕輪村となる。
- 1876年（明治9年）8月21日 - 長野県の所属となる。
- 1879年（明治12年）1月4日 - 郡区町村編制法の施行により上伊那郡の所属となる。
- 1881年（明治14年）8月10日 - 東箕輪村の一部が分立して三日市村・福与村となる（両村は後に箕輪村となる）。
- 1889年（明治22年）4月1日 - 町村制の施行により、東箕輪村が単独で自治体を形成。
- 1955年（昭和30年）1月1日 - 中箕輪町・箕輪村と合併して箕輪町が発足。同日東箕輪村廃止。